# Израиль на «Евровидении-2023»
Израиль на «Евровидении-2023» в Ливерпуле с песней «Unicorn» представила Ноа Кирель. 

## Предыстория
Израиль участвует в конкурсе «Евровидение» сорок четвёртый раз с момента своего первого участия в 1973 году. Израиль выигрывал конкурс четыре раза: в 1978 году с песней «А-Ба-Ни-Би» в исполнении Ижара Коэна и группы Alphabeta, в 1979 году с песней «Hallelujah» в исполнении группы Milk and Honey, в 1998 году с песней «Diva» в исполнении Даны Интернэшнл и в 2018 году с песней «Toy» в исполнении Нетты Барзилай. В 2022 году Майкл Бен Дэвид с песней «I.M» не смог пройти в финал.
Израильская национальная телекомпания, «Израильская общественная радиовещательная корпорация», отвечает за участие страны в конкурсе с 2018 года. Корпорация подтвердила, что Израиль будет участвовать в конкурсе 21 февраля 2021 года. В период с 2015 по 2020 год израильская песня была выбрана на конкурсе реалити-шоу «Восходящая звезда» в сотрудничестве с Keshet и Tedy Productions, а в 2022 году Израильская корпорация телерадиовещания сотрудничала с Reshet, чтобы выбрать израильскую заявку на конкурсе реалити-певцов The X Factor Israel. 

13 июня 2022 года Израильская корпорация телерадиовещания объявила, что они не будут продолжать сотрудничество с Reshet и самостоятельно проведут внутренний отбор, чтобы выбрать артиста, который вместо этого будет представлять Израиль. Это был первый случай с 2014 года, когда Израиль использовал внутренний отбор, и первый раз, когда корпорация выбрала израильскую заявку без сотрудничества с другими вещательными компаниями.

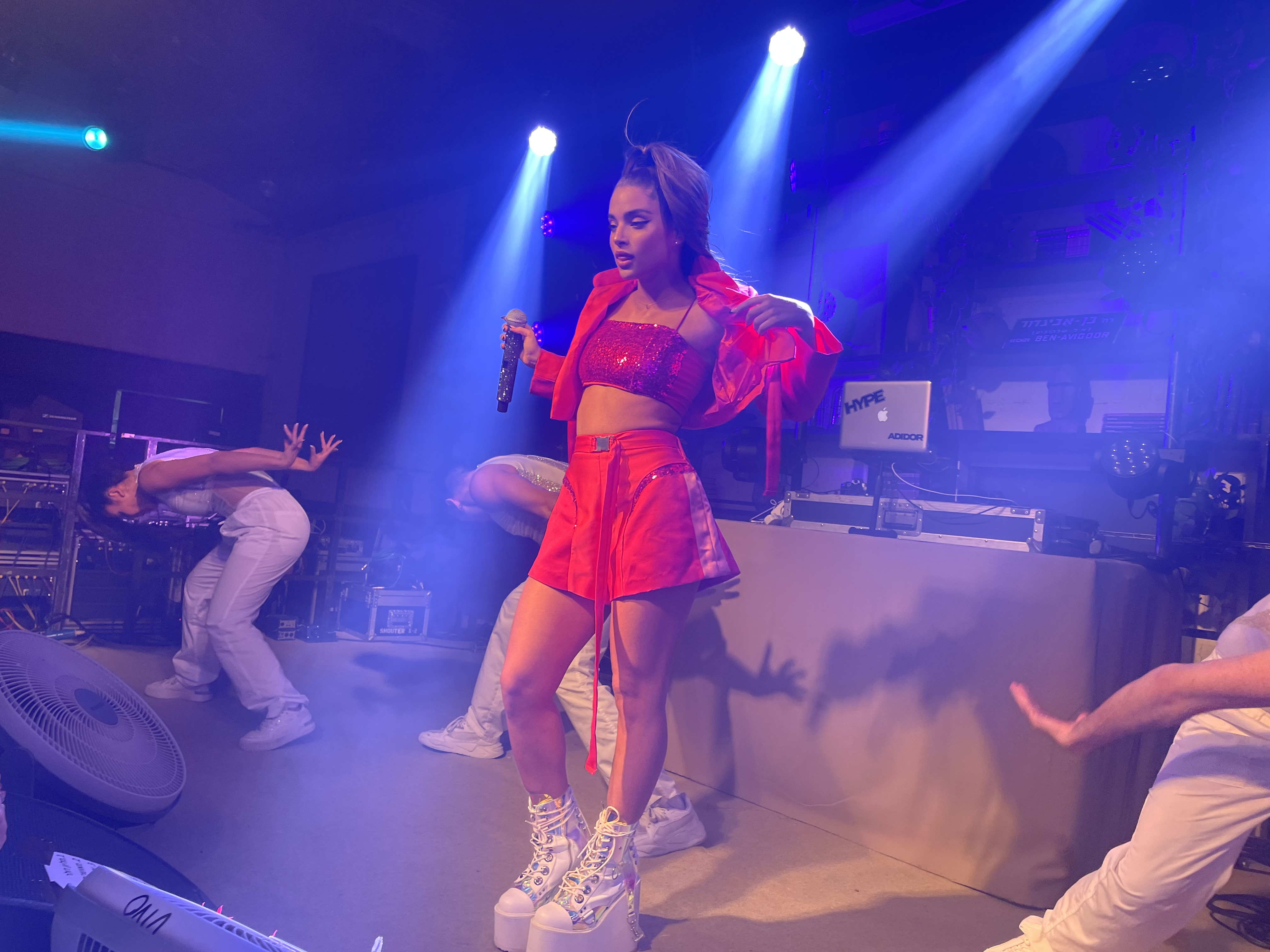
Ноа Кирел была выбрана Израильской общественной вещательной корпорацией (IPBC/Kan) для представления Израиля на конкурсе песни Евровидение 2023.